# Categorie van topologische ruimten
In de categorietheorie, een abstract deelgebied van de wiskunde, is de categorie van topologische ruimten, vaak aangeduid met Top, de categorie, waarvan topologische ruimten de objecten zijn en waarvan de morfismen allemaal continue afbeeldingen zijn. Dit is een categorie, omdat de samenstelling van twee continue afbeeldingen weer continu is. De studie van de categorie van topologische ruimten en van de eigenschappen van topologische ruimten met behulp van de technieken van de categorietheorie staat bekend als de categorische topologie.
N.B. Sommige auteurs gebruiken de naam Top voor de categorie met topologische variëteiten als objecten en continue afbeeldingen als morfismen.